# Робертсон, Джордж Стюарт
Джордж Стюарт Робертсон (англ. George Stuart Robertson; 25 мая 1872, Лондон — 29 января 1967, Лондон) — британский легкоатлет и теннисист, бронзовый призёр летних Олимпийских игр 1896.
На играх, Робертсон участвовал в двух видах спорта — в лёгкой атлетике и в теннисе.
В лёгкой атлетике, он участвовал только в метании диска. Он занял четвёртое место, метнув снаряд на 25,20 м.
Однако основным его амплуа был теннис. В одиночном разряде, он, играя в первом раунде, проиграл греку Константиносу Паспатису. Однако в парном турнире, соревнуясь в паре с австралийцем Тедди Флэком, они сразу вышли в полуфинал (потому что не было соперников в четвертьфинале), обеспечив себе медаль. Проиграв паре греков Дионисиоса Касдаглиса и Деметриоса Петрококкиноса, они заняли третье место, выиграв по бронзовой медали.